# 東京新聞販売事業協同組合
東京新聞事業協同組合（とうきょうしんぶん じぎょうきょうどうくみあい）は、東京新聞（中日新聞東京本社）の新聞販売店で構成する組合の名称である。
東京都を中心とした関東地方・静岡県東部において、東京新聞、東京中日スポーツ（その他全国紙や県域新聞なども）の宅配業務を行う他、新聞の集金や勧誘活動、折込チラシの新聞への挿入などを行う他、従業員が安心して仕事に従事でき、尚且つ将来的な独立などを支援できるようにするための「厚生積み立て制度」が設置されている。